# Gmina Topólka
Die Gmina Topólka [tɔˈpulka] ist eine Landgemeinde im Powiat Radziejowski der Woiwodschaft Kujawien-Pommern in Polen. Ihr Sitz ist das gleichnamige Dorf (deutsch Topolka, 1943–1945 Toppeln) mit etwa 450 Einwohnern.

## Gliederung
Zur Landgemeinde Topólka gehören 24 Dörfer mit einem Schulzenamt.
| - Bielki - Borek - Chalno - Czamanin - Czamanin-Kolonia - Czamaninek - Galonki - Głuszynek | - Kamieniec - Kamieńczyk - Kozjaty - Miłachówek - Orle - Paniewek - Paniewo - Sadłóg | - Sadłóżek - Sierakowy - Świerczyn - Świerczynek - Topólka - Torzewo - Wola Jurkowa - Znaniewo |

Weitere Ortschaften der Gemeinde sind:
| - Biele - Chalno-Parcele - Dębianki - Iłowo - Jurkowo - Karczówek | - Kolonia Chalińska - Miałkie - Opielanka - Rogalki - Rybiny | - Rybiny Leśne - Świnki - Wyrobki - Zgniły Głuszynek - Żabieniec |